# 黃門 (佛教)
黃門（梵語、巴利語 paṇḍaka；藏語 ma ning），音譯半擇迦、般吒、般荼迦、半擇、半挓迦。意譯為閹人、不男，即指男根損壞、無法作用之人，是佛教經典的名詞，與古代印度阿育吠陀醫學（如，Charaka Samhita）對精液和不孕的認識有關。
在傳統的漢語文獻中，又稱之為天閹、隱宮，明朝醫書吸收轉化佛典之說，重加解釋。

## 語源
巴利语paṇḍaka的主要涵義為「閹人」，與此相關的詞彙運用被確鑿發現在幾種印度-雅利安語支、達羅毗荼語系當中，意思為「閹人，弱者」。傳譯至中國後，以閹人的代稱「黃門」譯之。東漢時黃門令、中黃門等官均為太監所任，故稱太監為「黃門」。

## 記載
| 黃門 (梵語/巴利語) | jāti/napuṁsaka                  | 留拏 (āpat/opakkamika)                | 伊利沙 (īrṣyā/usūya)                  | āseka, āsecana, āsaktaprādurbhāvī/āsitta              | 博叉 (pakṣa/pakkha) |
| ------------------ | ------------------------------- | ------------------------------------- | ------------------------------------- | ----------------------------------------------------- | ------------------- |
| 四分律             | 生                              | 犍                                    | 妒                                    | 變 (與人行婬時，失男根變為黃門)                       | 半月                |
| 十誦律             | 生                              | 病                                    | 妬                                    | 精                                                    | 半月                |
| 根本薩婆多部律攝   | 生                              | 被害                                  | 嫉妬                                  | 觸抱                                                  | 半月                |
| 摩訶僧祇律         | 生                              | 捺破、割卻                            | 妬                                    | 因他                                                  | 半月                |
| 佛阿毘曇論         | 生                              | 斷、捼                                | 嫉                                    | 不觸                                                  | 半月                |
| 俱舍論光記         | 本性扇搋                        | 損壞扇搋                              | 嫉妒                                  | 灌灑                                                  | 半月                |
| 大乘阿毘達磨集論   | 生                              | 除去                                  | 嫉妬                                  | 灌灑                                                  | 半月                |
| 瑜伽師地論         | 全分/具足不能                   | 損害/毀傷損害                         | 一分/有時非時                         | 一分/有時非時                                         | 一分/有時非時       |
| 佛典的解釋         | 生而無男根或過微小              | 後天截去、閹割 或蟲咬毒害大火外力所傷 | 見人行婬方能勃,不見則失               | 被人觸動(婬己身)得精液(以口吞食) 方能勃,不觸動不能    | 半月不能勃,另半月能 |
| 明朝醫書的解釋     | 原身細小，曾不舉發 或說陽痿不用 | 僅有一睾丸或全無 或說閹去             | 心地陰毒而不良 或說舉而不強，見敵不興 | 未至十六其精自行、中年多有白濁 或說精寒不固，常自遺瀉 | 雙性人              |

### 依佛教律典
法藏部律典《四分律》，提到五種黃門：生黃門、犍黃門、妒黃門、變黃門、半月黃門。說一切有部律典《十誦律》，亦提五種：生不能男、半月不能男、妬不能男、精不能男、病不能男。《根本薩婆多部律攝》提五種：生、半月、觸抱、嫉妬、被害。大眾部律典《摩訶僧祇律》，則提六種：生、捺破、割却、因他、妬、半月。犢子部律典《佛阿毘曇經出家相品（佛阿毘曇論）》亦提六種：生、斷、捼、不觸、嫉、半月。赤銅鍱部的巴利語《善見律毘婆沙》提到五種：灌灑(āsitta)、嫉妒(usūya)、除去(opakkamika)、半月(pakkha)、生(napuṁsaka)。

### 依佛教論典
俱舍論說有扇搋（śaṇḍha）和半擇迦（paṇḍaka），普光俱舍論記解為，扇搋兩種：本性、損壞，半擇迦三種：半月、灌灑、除去。大乘阿毘達磨集論說有五種：生便半擇迦、嫉妬半擇迦、半月半擇迦、灌灑半擇迦、除去半擇迦，瑜伽師地論合為三種：全分半擇迦（生便）、一分半擇迦（半月，灌灑，嫉妬）、損害半擇迦（除去），其節略異譯本《決定藏論》同說三種：具足不能、有時非時（半月、摩觸、見他）、毀傷損害。

### 依筆記訓詁書醫書
一切經音義提到五種天、犍、妒、半月、變。翻譯名義集提到扇搋（生）、留拏（犍）、伊梨沙掌拏（妬）、半擇迦（變）、博叉（半月）。《容斋随笔》（抄自一切經音義）提到伊利沙（妒）、扇搋、博叉（半月）、留拏（割），而以半擇迦為總名。《廣嗣紀要》提到生、犍、變、半、妒。《本草綱目》提到天、犍、漏、怯、變為五不男。

### 依學者研究
美國語言學家Allan R. Bomhard，指出巴利術語paṇḍaka黃門具有兩層不同涵義。第一層涵義是「閹人」，第二層涵義指的是那些「性上癮者」或「性癮症患者」，而這可能是pakkhapaṇḍaka（半月黃門）這個詞的實際涵義（古印度醫書Charaka Samhita則有提到半月不能男和過度縱慾有關）。
他進一步推斷，律典所記載，佛陀下令要被逐出的黃門比丘，正是這種被性慾望所征服，到處試圖說服別的比丘及僧團外人和他行淫的人。他是因為先天無法控制其性慾望的「性慾亢進」，而非其性行為的對象被逐出僧團。

### 女性
《根本說一切有部毘奈耶雜事》卷32當中提到有兩種女人被稱為黃門女：
- 無血女，指沒有月經的女人[27]

- 尿道口窄小的女人[28]

## 出家規定
據《四分律》所載，曾有黃門出家受具足戒，向僧團中的比丘、沙彌求歡，也找了守園人和放牛羊人。在《十誦律》中，還提及也找了比丘尼、沙彌尼。在家居士譏嫌此事，佛陀於是制定黃門不得出家受具足戒，而那些已經出家的黃門，則要離開僧團。美國語言學家Allan R. Bomhard推斷該黃門比丘，是因為先天無法控制其性慾望的「性慾亢進」，而非其性行為的對象而被逐出僧團。《戒律學疑難》一書（已絕版）則解釋，若許黃門出家受具足戒將使人誤會，以為男人為不能男（沒生殖器或生殖器有問題）才要出家修梵行。
根據《四分律》以及其它部派的律典，出家受戒時，需要問受戒者是否黃門，為不許出家的十三難事之一，依照漢傳佛教明清時期的戒律儀規，而作此問：
- 汝非生(謂，人從生來，男根不滿，是名生不男)、犍(謂，人以刀去其男根，是名犍不男也)、妬(謂，男根似無，見他行婬，因生妬心，遂感有根，是名妬不男)、變(謂，〔根〕能變現也，遇男則變為女，遇女則變為男，是名變不男)、半(謂，半月能男，半月不能男，是名半不男也)，五種不男人否？

依《毘尼心》（出於敦煌寫本）記載，黃門與前五難，同屬煩惱障重，故此不能出家受具足戒，縱然受戒亦不得戒，需要還俗：
- 五黃門（有五種黃門。一生黃門。二形殘黃門。三姤黃門。四變黃門。五半月黃門）。此五種人，多煩惱，闕於持戒。煩惱障重，不發大戒，名為難）……此十三難前五煩惱障重。中五業障重。後三報障重……一形之中不可改易。若未受戒不得受。若已受戒不得戒。不應向禮。應滅儐。

依《摩訶僧祇律》除去、生、灌灑、嫉妒、半月，不應與出家，而後三種若已出家不應驅出，但若婬起應驅出。據《巴利律藏》註釋書，僅除去（opakkamika）、生（napuṁsaka）、半月（pakkha）這三種paṇḍaka黃門類別是被禁止出家，並提到後一種在特定月相也可出家受戒。《十誦律》說四種不能男，若與出家應驅出。若出家受戒後，成為病所傷成不能男，捨戒後還欲出家，亦應驅出《根本薩婆多部律攝》則說病所傷成不能男受了具足戒，若性行不移還依舊位，若性改變應驅出。

## 外部連結
- Semen, Viagra and Pandaka: Ancient Endocrinology and Modern Day Discrimination （页面存档备份，存于）
- 醫學與佛教∶漢醫五不女思想的形成 （页面存档备份，存于）